# Przystawka odbioru mocy
Przystawka odbioru mocy – urządzenie umożliwiające przekazanie siły napędowej z silnika samochodowego do urządzeń zewnętrznych najczęściej mocowane do obudowy skrzyni biegów lub silnika, umożliwiające napędzenie wału lub pompy hydraulicznej wskutek zazębienia z jednym z kół zębatych skrzyni biegów lub silnika i przekazanie mocy do urządzenia.